# Aljezur
Aljezur ist eine Kleinstadt (Vila) im Süden Portugals. Sie hat 3455 Einwohner (Stand 19. April 2021) und gehört zum Distrikt Faro. Die Gegend westlich des Ortes ist Bestandteil des Nationalparks Parque Natural do Sudoeste Alentejano e Costa Vicentina.

## Geschichte

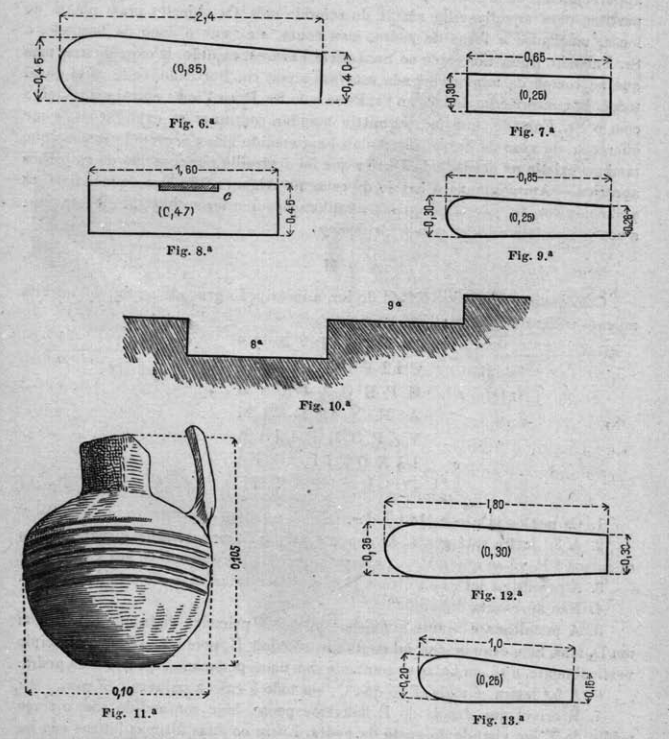
Sechs Gräbergrundrisse, ein Schnitt, der den Höhenunterschied zwischen zwei Gräbern zeigt, und ein gefundenes Gefäß

Die archäologische Stätte liegt auf einem Hügel neben dem Ribeira de Alcaria, etwa vier Kilometer von Aljezur, nahe der Straße nach Lagos. Die archäologischen Reste stammen dem 8. bis 12. Jahrhundert.
Die Altstadt wird von einer maurischen Burgruine aus dem 10. Jahrhundert überragt. Hier fanden sich Siedlungsspuren, die bis in die Eisenzeit zurückreichen. Die Almoraviden und Almohaden ließen die Burg, die in einer Schleife des Flusses Ribeira de Aljezur liegt, zwischen dem 11. und der ersten Hälfte des 13. Jahrhunderts wesentlich erweitern. Seither sind die Außenmauern 1,5 m dick, die Ecktürme 9 m hoch. Kleine Kastelle und Wachtürme erweiterten das Verteidigungssystem ins Umland. Aus dieser Zeit stammt darüber hinaus eine Regenwasserzisterne, die eine Länge von 7,3, eine Breite von 5,7 und eine mittlere innere Höhe von 3,8 m aufweist. Eine innere und eine äußere Mörtelschicht von 4 cm Stärke machten das Bauwerk wasserdicht.
Aljezur wurde um 1249 durch den Santiagoorden unter Leitung des Dom Paio Peres Correia den Almohaden entrissen. Der Orden errichtete auf der Burg Vorratslager und Wohnbaracken und kontrollierte den Raum um die Festung in weitem Umkreis. Alfons X. von Kastilien und Alfons III. von Portugal einigten sich 1267 im Vertrag von Badajoz auf die Rechte an zahlreichen Burgen in der Algarve, wobei Aljezur an Dom Dinis von Portugal ging, den Sohn Alfonsos III.
1280 räumte Dinis Aljezur das Stadtrecht ein, wobei er die Hälfte des Unterhalts für die Burg übernahm, die andere Hälfte übernahmen die Ritter von Aljezur. Am heutigen Platz des 5. Oktober entstand ein Rathaus, in dem sich seit dem Jahr 2000 das Stadtmuseum, das Museo Municipal befindet. Am Ende des 15. Jahrhunderts hatte die Burg ihre militärische Funktion verloren und wurde aufgegeben.
An den Hängen unterhalb der Burg war eine Stadt entstanden, die bis zum Fluss hinabreichte. Dort entstand ein bedeutender Hafen, denn hier befand sich südwärts bis Lagos der einzige natürliche Hafen der zerklüfteten Atlantikküste; zudem war der Fluss als einziger schiffbar, bis er im 16. und 17. Jahrhundert versandete. Die Handelskontakte reichten bis Flandern im Norden und bis Kastilien, vor allem aber nach Tavira und Lissabon. Dabei spielten Tuche eine wichtige Rolle, aber auch getrocknete Früchte, Honig, Olivenöl, Gewürze und Medizinalien. Die Gebühren und Abgaben wurden in einem eigenen Zollhaus eingezogen. Die Einnahmen aus den Gebühren für den Fischfang gingen an das städtische Hospital. Dabei wurde sowohl in den Flüssen, als auch auf dem Atlantik gefischt.
In der Flussniederung bestanden ausgedehnte Getreidefelder, deren Erträge an den Mühlen am Fluss zu Mehl verarbeitet wurden. Das Korn wurde an die afrikanischen Festungen Portugals ausgeführt. Auch wurde die Flotte Portugals mit biscoito, einer Art Schiffszwieback ausgestattet. Garten- und Weinbau lieferten Exportprodukte und versorgten den regionalen Markt. Hinzu kamen Schweine, Rinder, Schafe und Ziegen, ebenso wie Melonen, Koriander, Bohnen und andere Agrarprodukte. In den steileren Gebieten wurde die Bienenzucht und die Jagd gefördert.
Einen scharfen Einschnitt stellte das Erdbeben von Lissabon 1755 dar, das praktisch ganz Portugal betraf. Jenseits des Flusses und etwa einen Kilometer von der Altstadt entfernt, entstand die Neustadt um die Igreja Nova auf Initiative des Bischofs von Faro, Francisco Gomes de Avelar (1739–1816), der der Bevölkerung nach 1755 eine sicherere Bleibe bieten wollte. Hier lebt heute der überwiegende Teil der Bevölkerung, die zunehmend vom Tourismus lebt. Dennoch bleibt der Markt ein wichtiges Verteilzentrum für die dünn besiedelte Region, hinzu kommen administrative Aufgaben sowie kulturelle.

## Verwaltung

### Kreis Aljezur

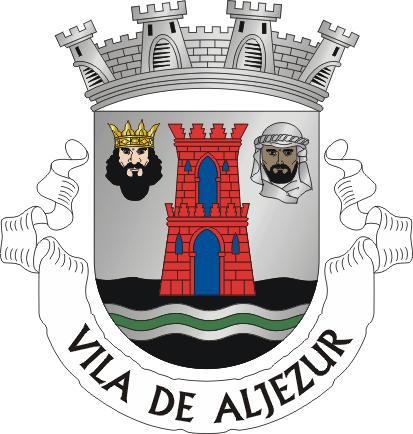

Aljezur ist Verwaltungssitz eines gleichnamigen Kreises. Die Nachbarkreise sind (im Uhrzeigersinn im Norden beginnend): Odemira, Monchique, Lagos sowie Vila do Bispo.
Die folgenden vier Gemeinden (freguesias) formen den Kreis Aljezur:

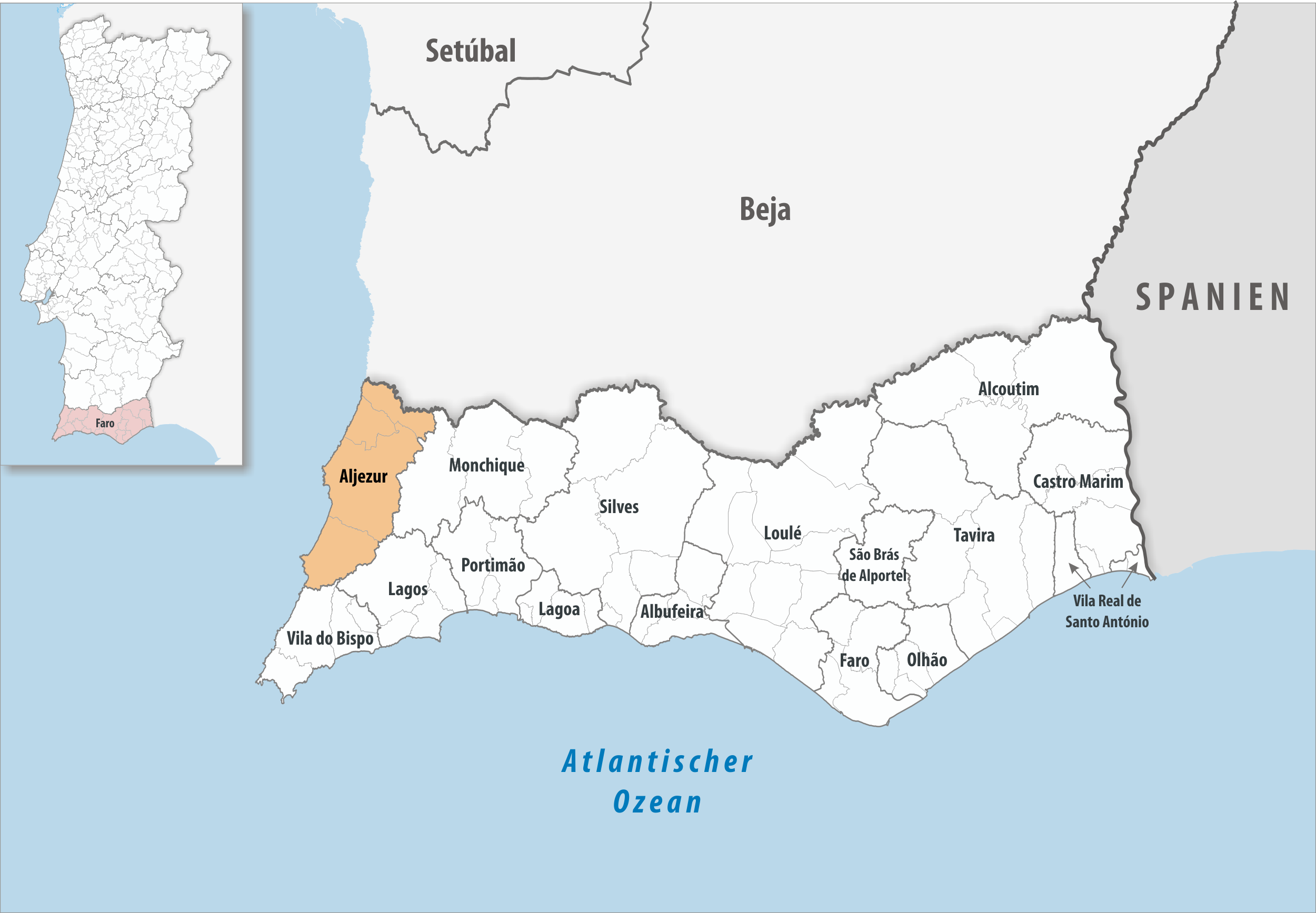
Kreis Aljezur

| Gemeinde      | Einwohner (2021) | Fläche km² | Dichte Einw./km² | LAU- Code |
| ------------- | ---------------- | ---------- | ---------------- | --------- |
| Aljezur       | 3.455            | 166,76     | 21               | 080301    |
| Bordeira      | 370              | 79,87      | 5                | 080302    |
| Odeceixe      | 1.055            | 41,91      | 25               | 080303    |
| Rogil         | 1.165            | 34,96      | 33               | 080304    |
| Kreis Aljezur | 6.045            | 323,50     | 19               | 0803      |

### Bevölkerungsentwicklung
| Jahr:      | 1801 | 1849 | 1900 | 1930 | 1960 | 1981 | 1991 | 2001 | 2004 |
| Einwohner: | 1790 | 2780 | 5053 | 6977 | 8139 | 5059 | 5006 | 5288 | 5322 |

### Kommunaler Feiertag
- 29. August

### Städtepartnerschaften
- Kürnach (Deutschland, seit 1987)
- Boavista (Kap Verde, seit 2004)[4]